# جايسون غاريسون
جايسون غاريسون هو لاعب هوكي الجليد كندي، ولد في 13 نوفمبر 1984 في وايت روك في كندا.

## وصلات خارجية
- جايسون غاريسون على موقع دوري الهوكي الوطني (الإنجليزية)
- جايسون غاريسون على موقع قاعة مشاهير الهوكي (لاعب أن.إتش.أل) (الإنجليزية)
- جايسون غاريسون على موقع EliteProspects.com (الإنجليزية)
- جايسون غاريسون على موقع HockeyDB.com (الإنجليزية)
- جايسون غاريسون على موقع Hockey-Reference.com (الإنجليزية)